# Georgie Auld
Georgie Auld, właśc. John Altwerger (ur. 19 maja 1919 w Toronto, zm. 8 stycznia 1990 w Palm Springs) – kanadyjski saksofonista i bandlider jazzowy, osiadły w Stanach Zjednoczonych.

## Życiorys
Urodził się jako John Altwerger, później zmienił nazwisko ze względów estradowych. Już w dzieciństwie dostał od rodziców saksofon altowy, na którym sam nauczył się grać, żeby zabawiać gości. W 1929 razem z rodziną przeniósł się z Toronto na Brooklyn w Nowego Jorku.
Kiedy usłyszał Colemana Hawkinsa zamienił saksofon altowy na tenorowy. W latach 1937–1938 był członkiem orkiestry trębacza Bunny’ego Berigana i swoją grą bardzo przypominał Charliego Barneta. Przez cały 1939 występował w big-bandzie Artiego Shawa. Wtedy jego gra zaczęła się zmieniać pod wpływem stylu Lestera Younga. Następnie dołączył do „Króla Swingu” Benny’ego Goodmana, grając w jego big-bandzie i sekstecie m.in. z trębaczem Cootiem Williamsem i gitarzystą Charliem Christianem. W 1942 wrócił do zespołu Shawa, a w 1943 założył własny big-band. Była to orkiestra swingowa, która asymilowała elementy  bebopu. W jej składzie pojawiali się bowiem młodzi moderniści tacy jak trębacz Dizzy Gillespie, saksofonista Ben Webster i pianista Erroll Garner. Jako lider dużo nagrywał, zapraszając do współpracy m.in. wokalistkę Sarę Vaughan i wschodzącą gwiazdę trąbki – Freddiego Webstera. W 1946 rozwiązał big-band wskutek stale zmniejszającego się zainteresowania publiczności dużymi orkiestrami. Od 1947 do 1949 latach prowadził mniejsze zespoły o profilu bebopowym. Na nowojorskim Manhattanie otworzył klub Georgie Auld's Tin Pan Alley. W 1950 występował z oktetem Counta Basiego. W następnym roku podjął współpracę z disc jockeyem Alanem Freedem, grając rock and rolla w organizowanych przez niego koncertach. W 1954 przeprowadził się do Los Angeles i w Hollywood otworzył swój drugi klub – The Melody Room. Prowadził także big-band. Cztery lata później powrócił do Nowego Jorku. Cały czas dużo nagrywał. Potem do końca kariery funkcjonował głównie jako „wolny strzelec”, schodząc na drugi plan i rezygnując z pozycji lidera, lecz nie zwalniając tempa pracy. Często występował za granicą.
W swojej karierze miał także epizody aktorskie. W 1949 zagrał rolę saksofonisty Carla w sztuce Wyścig szczurów Garsona Kanina, wystawianej w Ethel Barrymore Theatre na Broadwayu. W 1952 wystąpił w epizodzie w komediodramacie The Marrying Kind George’a Cukora. Natomiast w 1977 zagrał rolę Frankiego Harte’a, bandlidera w filmie Martina Scorsese New York, New York. Wykonał solowe partie saksofonu tenorowego, które na ekranie grał Robert De Niro. Wziął także udział w realizacji ścieżki dźwiękowej do filmu. Ponadto pełnił w nim funkcję konsultanta technicznego.
Był jednym z pierwszych znanych heroinistów w historii jazzu i ofiarą nałogu, który stał się powszechny od początku lat 40. XX wieku, zbierając śmiertelne żniwo wśród muzyków jazzowych. Na szczęście zdołał wyzwolić się z uzależnienia.
Zmarł w Palm Springs. Miał 70 lat. Został pochowany w Hillside Memorial Park w kalifornijskom Culver City.

## Artyści, z którymi nagrywał
Mike Bryan, Charlie Christian, Don Costa, Alexander Courage, Buddy DeFranco, Maynard Ferguson, The Four Freshmen, Ella Fitzgerald, Benny Goodman, Barney Kessel, Steve Lawrence, Claus Ogerman, Patti Page, Sue Raney, Buddy Rich, Diana Ross, Artie Shaw, Jeri Southern, Sam Taylor, Mel Torme, Sarah Vaughan, Dinah Washington, Kitty White

## Wybrana dyskografia
- 1952 Tenderly (Coral)
- 1953 Manhattan – Georgie Auld with the Jud Conlon Rhythmaires (Coral)
- 1954 Georgie Auld Plays and Sarah Vaughan Sings (Allegro Elite)
- 1955
  - Misty (Coral)
  - I've Got You Under My Skin (Coral)
  - Smoke Gets in Your Eyes (Coral)
- 1956
  - Lullaby of Broadway (Coral)
  - Georgie Auld and His All Star Orchestra (Allegro Elite)
  - In the Land of Hi-Fi (EmArcy/Mercury)
  - Dancing in the Land of Hi-Fi (EmArcy/Mercury)
- 1957 That’s Auld (Brunswick)
- 1958 Sax Gone Latin (Capitol)
- 1959
  - Manhattan with Strings – Georgie Auld with Don Costa and His Orchestra (United Artists)
  - Georgie Auld Plays for Melancholy Babies (ABC/Paramount)
  - The Melody Lingers On – Georgie Auld and the Mello-Larks (Top Rank International)
  - Hawaii on the Rocks – Georgie Auld and His Hula-Gans (Jaro International)
- 1963
  - The Georgie Auld Quintet Plays the Winners (Philips)
  - Georgie Auld Sextet – Here’s to the Losers (Philips)
- 1964 In Japan (Columbia)
- 1965 Georgie Auld/Sam Taylor – This is Tenor Sax Mood! (Columbia) – kompilacja
- 1967 Tenor Sax Mood (United Artists)
- 1981 By George! (Swing House)
- 1982 Homage (Xanadu)
- 2013 Georgie Auld – Saxophone Masters 1951-1962

Zestawienie wg dat wydania płyt